# Волховский сиг
Сиголов, волховский сиг (лат. Coregonus lavaretus baeri) — подвид обыкновенного сига из рода сигов, семейства лососёвых, обитает в водоёмах бассейна Ладожского озера. 

## Описание

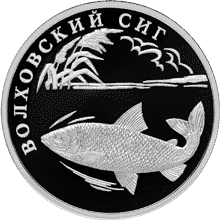
Волховский сиг. Монета Банка России — Серия: «Красная книга», серебро, 1 рубль, 2005 год

Длина тела до 55 см; вес до 1,5 кг.  Относится к  озёрно-речным сигам с редкими  короткими жаберными тычинками. На первой жаберной дуге у них находится не более 29 тычинок. Ихтиологи подразделяют волховского сига на две формы: типичную тупорылую, с коротким и широким рылом, и острорылую. После строительства в октябре 1926 года Волховской ГЭС, находится на грани исчезновения из-за невозможности добраться к нерестилищу. Популяция сиголова поддерживается искусственным разведением на волховском рыбоводном заводе.
Волховский сиг изображён на монете Банка России из серии «Красная книга».